# Premio Raymond Chandler
Il Premio Raymond Chandler è un riconoscimento italiano alla carriera di un maestro del generi letterari thriller e noir. Fondato nel 1988, dal 1993 è assegnato annualmente dal Noir in Festival.

## Storia
Fondato su iniziativa della giornalista Irene Bignardi nel 1988, all'epoca direttrice del MystFest di Cattolica, in occasione del centenario della nascita dello scrittore statunitense Raymond Chandler, il premio fu istituito in accordo con il Raymond Chandler Estate, fondazione facente capo agli eredi di Graham Green. Fisicamente il premio consiste nella riproduzione in argento del famoso doblone Brasher, dal nome dell'incisore, una rara e preziosa moneta d'oro coniata nel 1787. La moneta compare nel romanzo del 1942 Finestra sul vuoto (The High Window), terza avventura di Philip Marlowe. La storia vede il noto investigatore impegnato nel recupero della preziosa moneta, rubata alla vedova del collezionista Murdock. Dalla sua istituzione il premio venne consegnato a Cattolica fino al 1990, poi a Viareggio nel 1991 e 1992. Solitamente assegnato ad uno scrittore, in almeno due occasioni è stato assegnato anche un Premio speciale ad artisti dell'audiovisivo, come fu nel 1992 per il regista Quentin Tarantino e nel 1996 per lo sceneggiatore Chris Carter, creatore di X Files. Nel 1999, in occasione del centenario della nascita di Alfred Hitchcock, il premio andò eccezionalmente all'attore Farley Granger.

## Vincitori
- 1988 Graham Greene (Mystfest, Cattolica)
- 1989 Leonardo Sciascia (Mystfest, Cattolica)
- 1990 James Ballard e Donald Westlake (Mystfest, Cattolica)
- 1991 Frederick Forsyth (Noir in festival, Viareggio)
- 1992 Manuel Vázquez Montalbán (Noir in festival, Viareggio) / Quentin Tarantino (Premio speciale)
- 1993 Osvaldo Soriano
- 1994 Carlo Fruttero e Franco Lucentini
- 1995 P. D. James
- 1996 Ed McBain / Chris Carter (Premio Speciale)
- 1997 James Crumley
- 1998 Mickey Spillane
- 1999 Farley Granger (Premio speciale per il centenario della nascita di Alfred Hitchcock)
- 2000 Andrew Vachss
- 2001 John le Carré
- 2002 John Grisham
- 2003 James Grady
- 2004 Ian Rankin
- 2005 George P. Pelecanos
- 2006 Elmore Leonard
- 2007 Scott Turow
- 2008 Alicia Giménez Bartlett
- 2009 Leonardo Padura Fuentes
- 2010 Michael Connelly
- 2011 Petros Markarīs e Andrea Camilleri
- 2012 Don Winslow
- 2013 Henning Mankell
- 2014 Jeffery Deaver
- 2015 Joe R. Lansdale
- 2016 Roberto Saviano
- 2017 Margaret Atwood
- 2018 Jo Nesbø
- 2019 Jonathan Lethem
- 2020 John Banville[1]
- 2021 Guillaume Musso[2]
- 2022 Harlan Coben[3]
- 2023 Daniel Pennac[4]
- 2024 Joyce Carol Oates[5]